# Holger Lavesen
Holger Lavesen (født 9. august 1935 i Tommerup, død 6. august 2017) var en dansk jurist og tidligere erhvervsleder.
Lavesen blev student fra Odense Katedralskole i 1955 og cand.jur. fra Københavns Universitet i 1962. Samme år blev han ansat som sekretær i Indenrigsministeriet og avancerede i 1970 til fuldmægtig. Fra 1964 til 1972 var han desuden ekstern lektor i offentlig ret ved Københavns Universitet. I 1971 blev han udnævnt til departementschef i Ministeriet for Forureningsbekæmpelse, der i 1973 skiftede navn til Miljøministeriet. I 1983 blev han af daværende statsminister Poul Schlüter udpeget til arbejdende formand for bestyrelsen for Dansk Olie og Naturgas og i 1995 blev administrerende direktør samme sted. Her var han til 2001, hvor han gik på pension. 
Han havde desuden haft flere tillidshverv, bl.a. som bestyrelsesmedlem i Djøf, Jurist- og Økonomforbundets Forlag, Terma, NKT, Bikubenfonden, Carlsberg og Statens og Kommunernes Indkøbsservice. Som bestyrelsesformand for Hafnia i 1992-1993 forsøgte han at redde virksomheden ved en aktieemission, hvilket dog ikke lykkedes. Fra 1994 til 2002 var han formand for Politikens bestyrelse, og 2003-2008 næstformand for JP/Politikens Hus.
Siden 1975 havde han været medlem af Akademiet for de Tekniske Videnskaber.